# Caminito
Caminito ('majhna steza' ali 'majhna pot' v španščini) je muzejska ulica in prehod velike kulturne in turistične vrednosti v okrožju La Boca, Buenos Aires v Argentini. Kraj je dobil kulturni pomen, ker je navdihnil glasbo za znameniti tango Caminito (1926), ki ga je sestavil Juan de Dios Filiberto.

## Lega
El Caminito se nahaja v priljubljeni soseski La Boca, z enim koncem proti Riachuelo, v Vuelta de Rocha, in približno 400 metrov od La Bombonera, stadiona atletskega kluba Boca Juniors.
Pot se razteza od vzhoda proti zahodu, tvori ovinek približno 150 metrov, diagonalno prečka blok, ki ga omejujejo ulice Araoz de Lamadrid (na severu), Garibaldi (na zahodu), Magallanes (na jugu) in Del Valle Iberlucea (na vzhodu). Njena oblika sledi toku stare proge od odcepa železniške proge v Buenos Airesu do pristanišča Ensenada, kasneje opuščene. Leta 1959 je bila uradno preurejena v 'muzejsko ulico', popolnoma pešce z imenom Caminito.

## Muzejska ulica
Njena vijugava pot je posledica dejstva, da je prvotno skozi naselje tekel potok, ki se je izlival v Riachuelo, in ga je moral prečkati majhen most, zaradi česar je bilo to območje soseske imenovano Puntin, ki pomeni natančno 'majhen most' v genovskem narečju. Leta 1866 je železniško podjetje Buenos Aires do Ensenade zgradilo tovorno odcepno postajo med postajo General Brown in postajo Muelles de la Boca, poleg Riachuelo. Leta 1898 je družba Ferrocarril del Sud, ki je iz središča mesta prešla skozi zdaj izginuli Barrio de Tres Esquinas, kupila prejšnjo in leta 1928 zaprla progo.
Leta 1954 so železnico ukinili, območje znano kot La Curva, kjer je bil Caminito, pa je postalo odlagališče odpadkov za okolico. V naslednjih treh letih je argentinski umetnik Benito Quinquela Martín, ki je živel v bližini, skrbno pripravljal stene, obrnjene proti zapuščeni ulici, z uporabo pastelnih barv in do leta 1960 postavil oder na južnem koncu; oder iz lesenih desk so leta 1972 nadomestili z bližnjo gledališko hišo. Umetnik je bil osebni prijatelj argentinskega skladatelja tanga Juana de Diosa Filiberta, ki je leta 1926 ustvaril znano melodijo z istim imenom.
- Caminito v svojih časih kot železniška parcela, 1939
- Caminito leta 1960, na novo obnovljen
- Besedilo Caminito, ki ga je v pesmi ovekovečil Juan de Dios Filiberto
- Pastelni odtenki v Caminitu

Hiše iz lesa in pločevine, ki gledajo na Caminito, se odzivajo na slog tradicionalnega boquense conventiontillo, vrste negotovih priljubljenih stanovanj, ki so sosesko označevala že od nastanka konec 19. stoletja, kot prebivališče za genoveške priseljence. Zaradi njihove kulturne vrednosti jih subvencionira država, ki zagotavlja vzdrževanje, ki ga omejeni viri prebivalcev soseske niso mogli izvesti. Poslikane so v živahnih barvah, običaj v soseski, ki ga širi ugledni slikar Benito Quinquela Martín. V sosednjih ulicah se lahko vidi tradicionalne hiše La Boce, zgrajene iz valovite pločevine, ki so pogosto postavljene na koče ali visoke temelje zaradi pogostih poplav in pobarvane v svetle barve, kot jih vzdržujejo njeni prebivalci.
Po celotnem poteku ulice so razstavljena pomembna umetniška dela. Zaradi kulturnega pomena kraja je Caminito sam po sebi postal kulturno in turistično središče. Tam se lahko vidi tango pare, ki plešejo na tlakovcih. Tam je postavljen obrtni trg, na katerem se prodajajo slike, spominki, obrti, naivne slike in kolaži s podobami La Boce.